# Gran Premi de Bèlgica del 2007
El Gran Premi de Bèlgica és la catorzena carrera de la  temporada 2007. S'ha celebrat al circuit de Spa-Francorchamps el 16 de setembre del 2007.

## Classificació per la graella
| Pos | Pilot                | Equip/Motor          | Part 1   | Part 2    | Part 3    |
| --- | -------------------- | -------------------- | -------- | --------- | --------- |
| 1   | Kimi Räikkönen       | Ferrari              | 1:46.242 | 1:45.070  | 1:45.994  |
| 2   | Felipe Massa         | Ferrari              | 1:46.060 | 1:45.173  | 1:46.011  |
| 3   | Fernando Alonso      | McLaren - Mercedes   | 1:46.058 | 1:45.442  | 1:46.091  |
| 4   | Lewis Hamilton       | McLaren - Mercedes   | 1:46.437 | 1:45.132  | 1:46.406  |
| 5   | Nico Rosberg         | Williams - Toyota    | 1:46.950 | 1:46.469  | 1:47.334  |
| 6   | Nick Heidfeld        | BMW Sauber           | 1:46.923 | 1:45.994  | 1:47.409  |
| 7   | Mark Webber          | Red Bull - Renault   | 1:47.084 | 1:46.426  | 1:47.524  |
| 8   | Jarno Trulli         | Toyota               | 1:47.143 | 1:46.480  | 1:47.798  |
| 9   | Heikki Kovalainen    | Renault              | 1:46.971 | 1:46.240  | 1:48.505  |
| 10  | Ralf Schumacher      | Toyota               | 1:47.300 | 1:46.618  |           |
| 11  | David Coulthard      | Red Bull - Renault   | 1:47.340 | 1:46.800  |           |
| 12  | Jenson Button        | Honda                | 1:47.474 | 1:46.955  |           |
| 13  | Vitantonio Liuzzi    | Toro Rosso - Ferrari | 1:47.576 | 1:47.115  |           |
| 14  | Robert Kubica        | BMW Sauber           | 1:46.707 | 1:45.885  | 1:46.996* |
| 15  | Alexander Wurz       | Williams - Toyota    | 1:47.522 | 1:47.394  |           |
| 16  | Sebastian Vettel     | Toro Rosso - Ferrari | 1:47.581 |           |           |
| 17  | Rubens Barrichello   | Honda                | 1:47.954 |           |           |
| 18  | Takuma Sato          | Super Aguri - Honda  | 1:47.980 |           |           |
| 19  | Adrian Sutil         | Spyker - Ferrari     | 1:48.044 |           |           |
| 20  | Anthony Davidson     | Super Aguri - Honda  | 1:48.199 |           |           |
| 21  | Sakon Yamamoto       | Spyker - Ferrari     | 1:49.557 |           |           |
| 22  | Giancarlo Fisichella | Renault              | 1:47.143 | 1:46.603* |           |

## Resultats de la cursa
| Pos | No | Pilot                | Equip                | Voltes | Temps/ Retirada         | Pos. de sortida | Punts |
| --- | -- | -------------------- | -------------------- | ------ | ----------------------- | --------------- | ----- |
| 1   | 6  | Kimi Räikkönen       | Ferrari              | 44     | 1:20:39.066             | 1               | 10    |
| 2   | 5  | Felipe Massa         | Ferrari              | 44     | + 4.6 s                 | 2               | 8     |
| 3   | 1  | Fernando Alonso      | McLaren-Mercedes     | 44     | +14.3 s                 | 3               | 6     |
| 4   | 2  | Lewis Hamilton       | McLaren-Mercedes     | 44     | +23.6 s                 | 4               | 5     |
| 5   | 9  | Nick Heidfeld        | BMW Sauber           | 44     | +51.8 s                 | 6               | 4     |
| 6   | 16 | Nico Rosberg         | Williams-Toyota      | 44     | +76.8 s                 | 5               | 3     |
| 7   | 15 | Mark Webber          | Red Bull - Renault   | 44     | + 80.6 s                | 7               | 2     |
| 8   | 4  | Heikki Kovalainen    | Renault              | 44     | + 85.1 s                | 9               | 1     |
| 9   | 10 | Robert Kubica        | BMW Sauber           | 44     | + 85.6 s                | 14              |       |
| 10  | 11 | Ralf Schumacher      | Toyota               | 44     | + 88.5 s                | 10              |       |
| 11  | 12 | Jarno Trulli         | Toyota               | 44     | + 103.5 s               | 8               |       |
| 12  | 18 | Vitantonio Liuzzi    | Toro Rosso - Ferrari | 43     | + 1 Volta               | 13              |       |
| 13  | 8  | Rubens Barrichello   | Honda                | 43     | + 1 Volta               | 17              |       |
| 14  | 20 | Adrian Sutil         | Spyker - Ferrari     | 43     | + 1 Volta               | 19              |       |
| 15  | 22 | Takuma Sato          | Super Aguri - Honda  | 43     | + 1 Volta               | 18              |       |
| 16  | 23 | Anthony Davidson     | Super Aguri - Honda  | 43     | + 1 Volta               | 20              |       |
| 17  | 21 | Sakon Yamamoto       | Spyker - Ferrari     | 43     | + 1 Volta               | 21              |       |
| Ret | 7  | Jenson Button        | Honda                | 36     | Hidràulics              | 12              |       |
| Ret | 17 | Alexander Wurz       | Williams - Toyota    | 34     | Pressió del combustible | 15              |       |
| Ret | 14 | David Coulthard      | Red Bull - Renault   | 29     | Hidràulics              | 11              |       |
| Ret | 19 | Sebastian Vettel     | Toro Rosso - Ferrari | 8      | Direcció                | 16              |       |
| Ret | 3  | Giancarlo Fisichella | Renault              | 1      | Suspensions             | 22              |       |

## Altres dades
- Pole: Kimi Räikkönen 1: 45. 994
- Volta ràpida: Felipe Massa 1: 48. 036 a la volta 34.

| Cursa anterior: Gran Premi d'Itàlia del 2007  | FIA 2007 Campionat del Món | Cursa Següent: Gran Premi del Japó del 2007 |
| Anterior G.P.: Gran Premi de Bèlgica del 2006 | Gran Premi de Bèlgica      | Pròxim G.P.: Gran Premi de Bèlgica del 2008 |